# Rings of Power
Rings of Power ist ein Konsolen-Rollenspiel (RPG), das 1991 für die Sega-Mega-Drive-Spielkonsole herausgegeben wurde. Es wurde von Naughty Dog entwickelt und von Electronic Arts vertrieben. Es war eines der umfangreichsten Rollenspiele der 16-Bit-Konsolen-Ära. Die Spielewelt war für damalige Verhältnisse außergewöhnlich groß, die Entwicklungszeit betrug über zweieinhalb Jahre. Obwohl das Spiel innerhalb von 3 Monaten ausverkauft war, wurde aufgrund der damaligen Firmenpolitik seitens Electronic Arts – man wollte sich auf das Sportspiele-Genre konzentrieren – auf eine Neuauflage verzichtet.

## Handlung
In Rings of Power spielt der Spieler einen jungen Zauberer namens Buc, dessen Aufgabe (Quest) es ist, elf Ringe der Macht zu finden. Mit diesen lässt sich der Stab der Schöpfung des guten Gottes Nexus wiederherstellen und damit in weiterer Folge der böse Dämon Void besiegen, um das legendäre Goldene Zeitalter wieder herbeizuführen.

## Spielmechanik
Im Unterschied zu vielen anderen Konsolen-Rollenspielen der damaligen Zeit, wie beispielsweise Final Fantasy oder Dragon Quest, hat Rings of Power viele Eigenschaften, die es mit PC-Rollenspielen teilt, wie z. B. Dungeon Master, Wizardry und The Bard’s Tale. Das Spiel ist sehr offen gestaltet (nicht-linear), man kann also beliebig den verschiedenen Handlungssträngen nachgehen, und ist nicht an einen vorgegebenen Ablauf festgelegt. Des Weiteren enthält das Spiel mehr als 30 erkundbare Städte und Dörfer, hunderte Nicht-Spieler-Charakter (NSCs) mit vielen verschiedenen Dialogen, Dutzenden Nebenquests und zufälligen Ereignissen.

### Die Party
Im Laufe des Spieles schließen sich dem Spieler bis zu fünf unterschiedliche NSCs an und werden damit zu sogenannten Party-Mitgliedern. Der Spieler selbst stellt dabei den Anführer dieser sogenannten „Party“ (Abenteurer-Gruppe) dar, und die einzelnen Mitglieder dieser Party lassen sich z. B. im Kampfmodus eingeschränkt steuern. Jedes Mitglied der Party sammelt eigenständig Erfahrungspunkte und kann mehrere Zaubersprüche (es gibt insgesamt über 100) erlernen.

### Die 11 Ringe
Ein großer Kampf fand zwischen dem heiligen Nexus und dem dämonischen Void statt, beide kämpften um den Stab der Schöpfung. Am Höhepunkt der Schlacht zerbrach der Stab in zwei Teile, und beide Götter flohen jeweils mit ihrer Hälfte.
Die Teile des Stabs nahmen schließlich die Form von 11 Ringen an:
| Ring        | Schwierigkeitsgrad | Gegner          | Questlänge   | benötigte Objekte |
| ----------- | ------------------ | --------------- | ------------ | ----------------- |
| Thought     | leicht             | keine           | kurz         | Rubin, Peitsche   |
| Evocation   | leicht             | kaum            | mittel       | -                 |
| Division    | mittel             | mittel          | mittel       | -                 |
| Mutation    | mittel             | keine           | kurz         | Bild              |
| Variation   | mittel             | unterschiedlich | lange        | -                 |
| Advancement | mittel             | mittel          | lange        | -                 |
| Blood       | mittel             | sehr viele      | lange        | -                 |
| Will        | schwierig          | mittel          | sehr komplex | -                 |
| Bile        | schwierig          | recht viele     | mittel       | -                 |
| Perfection  | sehr schwierig     | mittel          | sehr komplex | -                 |
| Intuition   | sehr schwierig     | mittel          | sehr komplex | -                 |

### Spielwelt
Praktisch jeder Ort der Spielwelt Ushka Bau ist bereits zu Spielbeginn verfügbar; die Darstellung dieser fiktiven Welt ist 2D-isometrisch, ähnlich wie in dem Spiel Populous oder dem frühen Ultima Online. Aufgrund der Tatsache, dass die eingebaute Karte (mit Draufsicht-Darstellung) keine Positionen markiert und es kein Quest-Journal gibt, kritisierten viele Spieler den Schwierigkeitsgrad, da das Spielziel durch Aufmerksamkeit gegenüber Details und konstanter Erkundung erreicht wird.